# Стрільба з лука на Олімпійських іграх
Змагання зі стрільби з лука на літніх Олімпійських іграх вперше з'явилися на Олімпійських іграх 1900 в Парижі та проходили до Олімпійських ігор 1920 в Антверпені (за винятком Олімпійських ігор 1912 в Стокгольмі), після чого були скасовані, потім відновлені з Олімпійських ігор 1972 в Мюнхені та з того часу включалися в програму кожних наступних Ігор. Змагання завжди проходили й серед чоловіків, і серед жінок (крім Ігор 1900 і 1920, де змагалися лише чоловіки). У цьому виді спорту розігруються 5 комплекти нагород.

## Медалі
| Місце  | Країна                           | Золото | Срібло | Бронза | Загалом |
| ------ | -------------------------------- | ------ | ------ | ------ | ------- |
| 1      | Південна Корея (KOR)             | 25     | 9      | 7      | 41      |
| 2      | США (USA)                        | 14     | 10     | 9      | 33      |
| 3      | Бельгія (BEL)                    | 11     | 7      | 3      | 21      |
| 4      | Франція (FRA)                    | 7      | 11     | 7      | 25      |
| 5      | Велика Британія (GBR)            | 2      | 2      | 5      | 9       |
| 6      | Італія (ITA)                     | 2      | 2      | 3      | 7       |
| 7      | Китай (CHN)                      | 1      | 6      | 2      | 9       |
| 8      | СРСР (URS)                       | 1      | 3      | 3      | 7       |
| 9      | Фінляндія (FIN)                  | 1      | 1      | 2      | 4       |
| 9      | Україна (UKR)                    | 1      | 1      | 2      | 4       |
| 11     | Нідерланди (NED)                 | 1      | 1      | 1      | 3       |
| 12     | Австралія (AUS)                  | 1      | 0      | 2      | 3       |
| 13     | Іспанія (ESP)                    | 1      | 0      | 0      | 1       |
| 14     | Японія (JPN)                     | 0      | 3      | 2      | 5       |
| 15     | Німеччина (GER)                  | 0      | 2      | 2      | 4       |
| 16     | Швеція (SWE)                     | 0      | 2      | 0      | 2       |
| 17     | Китайський Тайбей (TPE)          | 0      | 1      | 2      | 3       |
| 17     | Мексика (MEX)                    | 0      | 1      | 2      | 3       |
| 19     | Польща (POL)                     | 0      | 1      | 1      | 2       |
| 19     | Росія (RUS)                      | 0      | 1      | 1      | 2       |
| 21     | Індонезія (IDN)                  | 0      | 1      | 0      | 1       |
| 21     | Олімпійський комітет Росії (ROC) | 0      | 1      | 0      | 1       |
| 23     | Об'єднана команда (EUN)          | 0      | 0      | 2      | 2       |
| Всього | Всього                           | 68     | 66     | 58     | 192     |